# Husari
Husari su laka konjica koja se razvila tijekom ratova s Turcima u Hrvatskoj i Ugarskoj tijekom 15. i 16. stoljeća. Razlikovali su se prema bojanim oznakama odjeće crni, crveni, plavi, bijeli, žuti i dr. ili nekakvim oznakama poput krilatih (poput Poljskih husara) ili mrtvoglavci (poput Njemačkih Totenkopfa), potom kao francuski kraljevski ili nizozemski državni husari i dr.  Husari su bili ustrojeni u manje skupine i banderije koji su služile na granici s Osmanskim Carstvom. Tijekom 17. stoljeća Hrvatsko konjaništvo sudjeluje u Tridesetogodišnjem ratu u Europi i ratovima za oslobođenje od Osmanlija. Nakon ustrojavanja stajaće carske vojske i regularnih pukovnija potkraj 17. i početkom 18. stoljeća na red je došla i Vojna krajina. Poznavajući tradiciju i borbenu vrijednost husara u Hrvatskoj Dvorsko ratno vijeće u Beču odlučilo je i u Vojnoj krajini ustrojiti regularne husarske krajiške pukovnije.
Reformom Vojne krajine sredinom 18. stoljeća osim pješačkih ustrojene su i četiri konjaničke husarske pukovnije. Njihov ustroj odgovarao je preustroju i reorganizaciji Vojne krajine u četiri generalata: Varaždinski, Karlovački, Banski i Slavonski. Odlučeno je da se u svakom od četiri navedena generalata unovači i podigne po jedna husarska pukovnija. Njihov ustroj bio je jednak ustroju regularnih husarskih pukovnija carske vojske, ali je broj eskadrona varirao ovisno o veličini i bogatstvu područja na kojem je pukovnija novačena. Naime, u husarima su služili samo članovi imućnih i uglednih krajiških obitelji koje su mogle nabaviti i prehranjivati jahaćeg konja. Stoga je broj husara u odnosu na pješake bio malen, a husarske pukovnije imale su od 300 do 600, a u iznimnim slučajevima i 800 konjanika.
Tijekom reformi prva konjanička pukovnija ustrojena u Vojnoj krajini bila je Karlovačka husarska pukovnija iz godine 1746. Njezino osnivanje potaknuo je general topništva princ von Hildburghausen, a u početku je bila ustrojena od četiri eskadrona. Svaki eskadron imao je dvije satnije, svaka sa 100 konjanika, te je tako čitava pukovnija imala 800 husara. Pukovnija je novačena na području četiri pješačke krajiške pukovnije Karlovačkog generalata: Ličke, Otočke, Ogulinske i Slunjske. 
Sjedište te husarske pukovnije isprva je bilo u Gračacu, a potom je preseljeno u Karlovac. Na početku Sedmogodišnjeg rata godine 1756. pukovnija je izgubila dva eskadrona pa su u rat otišla samo preostala dva ustrojena eskadrona. Na kraju rata 1762. ustroj je povećan na tri eskadrona. Po jedan eskadron novačen je na području Ličke i Otočke pješačke krajiške pukovnije, a Ogulinska i Slunjska krajiška pješačka pukovnija popunjavale su svaka po polovicu trećeg eskadrona. Kad su godine 1780. raspuštene krajiške husarske pukovnije, preostala dva eskadrona priključena su pješačkim pukovnijama Karlovačkog generalata, a godine 1786. u potpunosti su raspuštena.

## Husarska pukovnija Kraljevskog hrvatskog domobranstva
10. domobranska varaždinska husarska pukovnija (Varazdiner Landwehrhusarenregiment Nr. 10, Varasdi 10. honvéd huszárezred) bila je husarska pukovnija u sastavu Kraljevskog hrvatskog domobranstva. Stožer pukovnije bio je u Varaždinu. I. bojna imala je zapovjedništvo u Varaždinu, a II. u Virovitici.
Godine 1874. dotadašnji 10. konjanički odjel u Zagrebu te 29. i 31. samostalna konjanička satnija ustrojene su u 10. konjaničku pukovniju sa zapovjedništvom u Varaždinu. Prvotno je nazvana 10. domobranska ulanska pukovnija, ali je 1894. preformirana u husare. U svom je sastavu imala 1. zagrebački, 2. karlovački, 3. sisački i 4. osječki eskadron, dok se negdje spominje i postojanje 6 eskadrona.

## Vanjske poveznice
- Husari - laki konjanici nastali u južnoj Ugarskoj u drugoj polovici 14. stoljeću
- Husari - prvotno oklopljeni konjanici naoružani kopljem  Arhivirana inačica izvorne stranice od 7. veljače 2018. (Wayback Machine)
- Bjelovarski husari
- Husari[neaktivna poveznica]
- Varaždinska husarska graničarska pukovnija